# 채드 마이클 머리
채드 마이클 머리(Chad Michael Murray)는 미국의 배우이다.

## 작품
- 하우스 오브 왁스 (2005) - 닉 존스 역
- 신데렐라 스토리 (2004) - 오스틴 에임스 역
- 홈 오브 더 브레이브 (2006)
- 프리키 프라이데이 (2003) - 제이크 역
- 오메가 코드 2 - 마게도 (2001) - 데이빗 알렉산더 (16세) 역
- 원 트리 힐 시즌 - 루카스 스콧 역
- 길모어걸스 (1999) -트리스틴 듀그레이 역